# Актау (Железинський район)
Акта́у (каз. Ақтау) — село у складі Железинського району Павлодарської області Казахстану. Адміністративний центр Актауського сільського округу.
Населення — 316 осіб (2021; 415 у 2009, 767 у 1999, 1218 у 1989).
Національний склад станом на 1989 рік:
- росіяни — 53 %;
- казахи — 30 %.

До 2018 року село називалось Березовка.